# Soviet
Un soviet (rusă: сове́т) a fost la origine un consiliu local al muncitorilor în ultimele zile ale Imperiului Țarist. Aceste consilii și termenul prin care erau numite au fost adoptate de bolșevici care le-au văzut ca pe unitatea fundamentală de organizare a societății.
La început sovietele au fost o încercare primară de a practica democrația directă. Marxiștii ruși le-au transformat într-un mediu de organizare a luptei împotriva statului. În perioada dintre Revoluția din Februarie și Revoluția din Octombrie, bolșevicii au folosit sloganul Вся власть советам ("Toată puterea - sovietelor" sau "Toată puterea – consiliilor muncitorilor") în lupta cu guvernul provizoriu condus de Kerenski. 
După Revoluția din Octombrie, toate fabricile au avut până în cele din urmă soviete organizate în conformitate cu interpretarea dată de bolșevici teoriei marxist-leniniste, înlocuind formele inițiale care permiteau consilii muncitorești independente. Sovietele disidente au fost câștigate de partea bolșevică ori au fost suprimate. Soviete bolșevice au fost organizate în fabricile unde ele nu existau. Imaginea publică era larg promovată și se susținea că puterea bolșevică se sprijină pe voința colectivă a acestor soviete, reprezentând o împlinire a sloganului "Toată puterea – consiliilor muncitorilor". 
Termenul a fost folosit de către unele mișcări marxist-leniniste și în afara Uniunii Sovietice, exemplu fiind eforturile Partidului Comunist Chinez în Republica Sovietică Chineză imediat înaintea Marșului cel Lung.
Bazat pe imaginea bolșevică asupra implicării termenului în viața statului, cuvântul "soviet" s-a extins în mod natural, sau a fost extins ca o consecință la toate grupurile de putere, (de la o delegație sovietică până la vârful ierarhiei sovietice), la autoritatea exprimată de acestea și la efectul voinței lor. Astfel, parlamentele post-Kerenski la nivel local și republican au fost denumite "soviete" iar în vârful ierarhiei, Sovietul Suprem era organul suprem de conducere al Uniunii Republicilor Socialiste Sovietice, formată în mod oficial în 1922.